# اکتور رودریگس (بازیکن بسکتبال)
اکتور رودریگس (اسپانیایی: Héctor Rodríguez‎؛ زادهٔ ۴ فوریهٔ ۱۹۵۲) بازیکن بسکتبال اهل مکزیک بود. وی در بازی‌های المپیک تابستانی ۱۹۷۶ شرکت کرده‌است.